# Patronato del Archivo de la Corona de Aragón

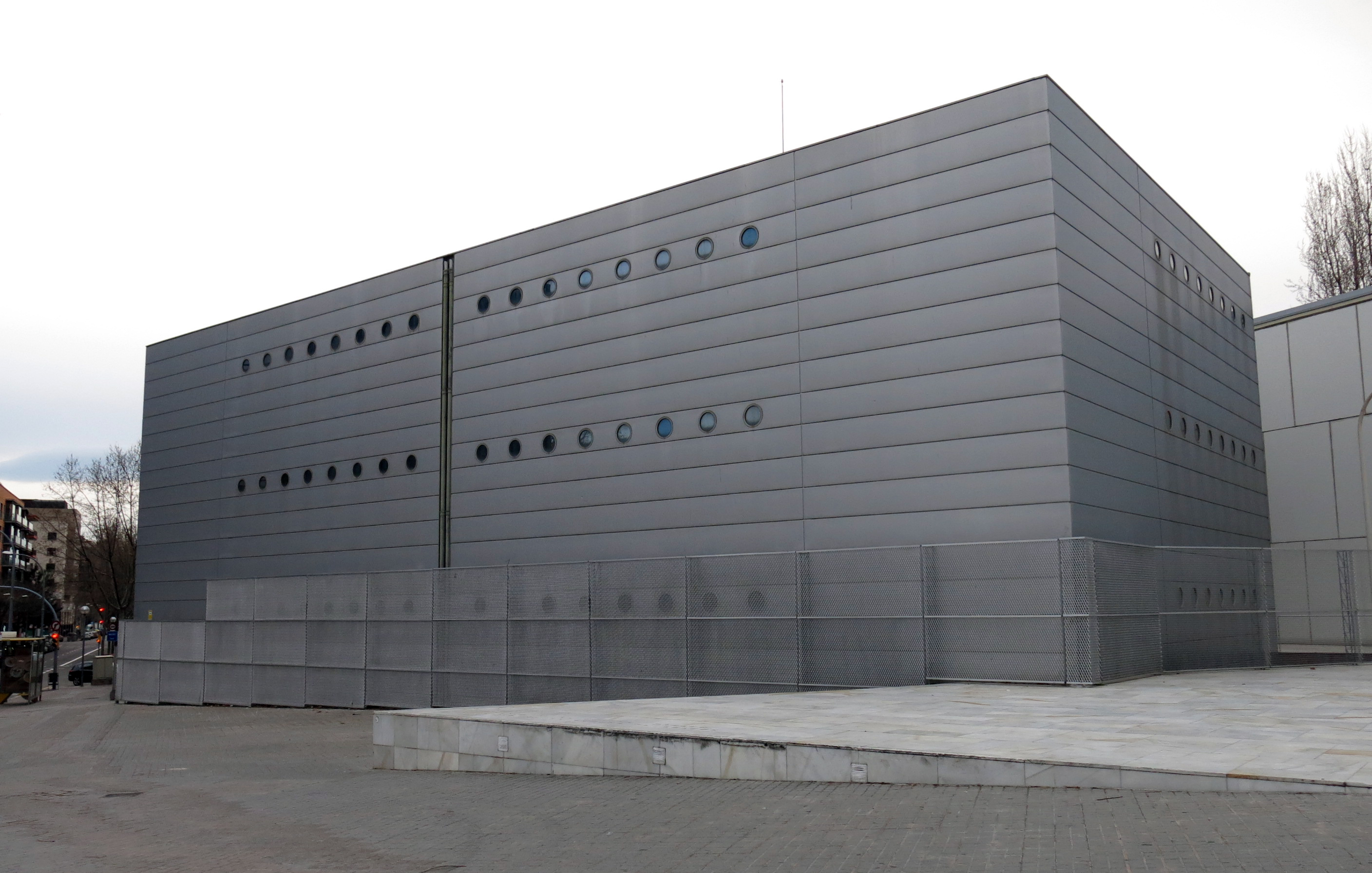
Sede del Archivo General de la Corona de Aragón.

El Patronato del Archivo de la Corona de Aragón nació 20 de enero de 2007 en el Palau del Lloctinent de Barcelona, con la firma de los presidentes de Cataluña, José Montilla, Aragón, Marcelino Iglesias, Valencia, Francisco Camps y Baleares, Jaume Matas, así como la ministra de Cultura, Carmen Calvo, con el objetivo de gestionar el Archivo General de la Corona de Aragón. 

## Funciones y objetivos
Cada una de las comunidades autónomas que formaron parte de la Corona de Aragón obtiene una representación paritaria en el nuevo órgano rector, que es de titularidad y gestión estatales, y que quedará adscrito al Ministerio de Cultura. 
Las funciones del Patronato del Archivo que fue creado en el siglo XIV, con fondos documentales referentes a buena parte del área Mediterránea, fueron establecidas por el Real Decreto 1267/2006, de 8 de noviembre,aprobado por el Consejo de Ministros (BOE n.º 268 de 9 de noviembre).
La presidencia del Patronato del Archivo de la Corona de Aragón recae en la ministra de Cultura y cuenta con dos vicepresidencias; una vicepresidencia primera que será ocupada por uno de los consejeros de cultura de las cuatro comunidades autónomas, que ejercerán sus funciones por turno rotatorio anual, y una vicepresidencia segunda, que estará ocupada por el subsecretario del Ministerio de Cultura.
El nuevo órgano rector cuenta además con catorce vocales: los tres consejeros de cultura de las restantes comunidades autónomas, el director general del Libro, Archivos y Bibliotecas del Ministerio de Cultura; el secretario general técnico del Ministerio de Cultura; el director general de Bellas Artes y Bienes Culturales del Ministerio de Cultura; el director general de Cooperación y Comunicación Cultural del Ministerio de Cultura; el director general de Desarrollo Autonómico del Ministerio de Administraciones Públicas; el director general competente en materia de archivos de cada una de las cuatro comunidades autónomas; el subdirector general de Archivos Estatales del Ministerio de Cultura y el director del Archivo de la Corona de Aragón, que actuará como secretario.
Por último habrá ocho vocales más de designación entre personalidades relevantes en el ámbito de la cultura y que desempeñarán sus funciones por un período de tres años a contar desde la fecha de sus respectivos nombramientos. De estos ocho vocales, cuatro serán designados por el Ministerio de Cultura y los cuatro restantes a propuesta y razón de uno por cada comunidad autónoma.